# ES-486
A ES-486 é uma rodovia estadual brasileira do estado do Espírito Santo. A rodovia se localiza na maior parte dentro do município de Cachoeiro de Itapemirim, ligando o distrito de Vargem Grande do Soturno ao distrito de Coutinho, passando pelos distritos de Gironda, a comunidade de Alto Gironda no município de Vargem Alta e já retornando a Cachoeiro de Itapemirim pelo distrito de Itaoca Pedra. A rodovia é mais conhecida como Rodovia do Mármore 